# New Mexico State Route 7
Die New Mexico State Route 7 (kurz NM 7) ist eine State Route im US-Bundesstaat New Mexico, die in Nord-Süd-Richtung verläuft.
Die State Route beginnt an den U.S. Highways 62 und 180 nahe White City und endet nach zwölf Kilometern am Visitor-Center des Carlsbad-Caverns-Nationalparks. Die befestigte Straße ist die wichtigste Verbindung des Visiitor-Centers mit dem weiteren Straßensystems.